# Olios chiracanthiformis
Olios chiracanthiformis är en spindelart som först beskrevs av Embrik Strand 1906.  Olios chiracanthiformis ingår i släktet Olios och familjen jättekrabbspindlar.
Artens utbredningsområde är Etiopien. Inga underarter finns listade i Catalogue of Life.